# 레흐 포즈난
레흐 포즈난(폴란드어: Lech Poznań)은 포즈난을 연고로 하는 폴란드의 축구 클럽이다. 현재 엑스트라클라사에 참가하고 있다.
1922년 루트니아 뎅비에츠(Lutnia Dębiec)라는 이름으로 창단했으며 창단 이후 팀 이름 변경이 여러 번 있었다. 1933년부터 1994년까지는 폴란드 국철이 팀의 스폰서를 맡았으며 이러한 이유 때문에 "콜레요시"(Kolejorz, 폴란드어로 "철도원"이라는 뜻)라는 별칭을 갖고 있다. 1948년 3월에 폴란드 1부 리그로 승격했으며 1980년대 초반부터 1990년대 초반까지는 팀의 전성기였다.

## 성적
- 엑스트라클라사 (폴란드 1부 리그): 우승 9회 (1983, 1984, 1990, 1992, 1993, 2010, 2015, 2022, 2025), 3위 4회 (1949, 1950, 1978, 2009)
- 폴란드 컵: 우승 5회 (1982, 1984, 1988, 2004, 2009), 준우승 1회 (1980)
- 폴란드 슈퍼컵: 우승 5회 (1990, 1992, 2004, 2009, 2015), 준우승 3회 (1983, 1988, 2010)

## 홈 구장

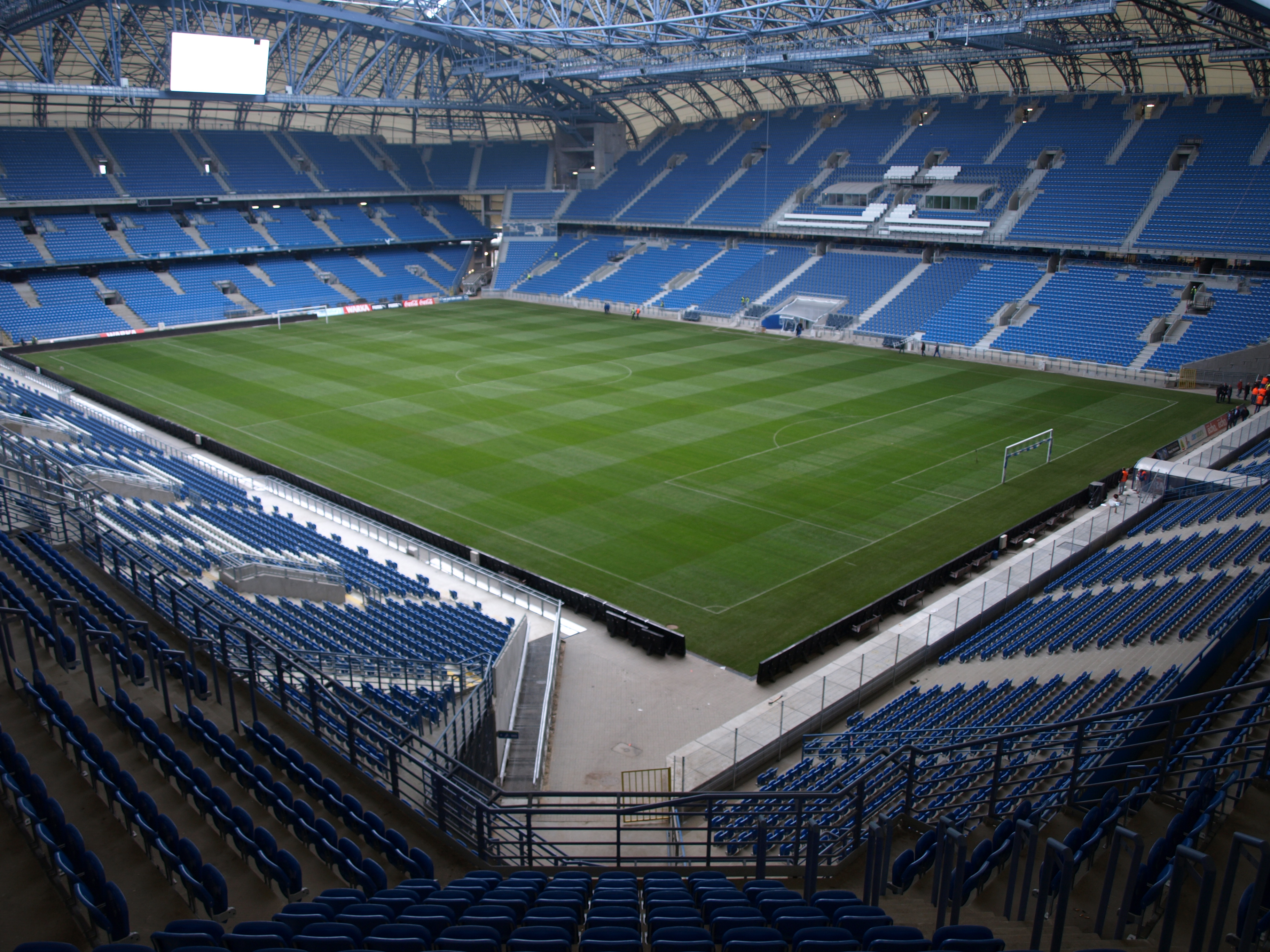
포즈난 시립경기장

## 외부 링크

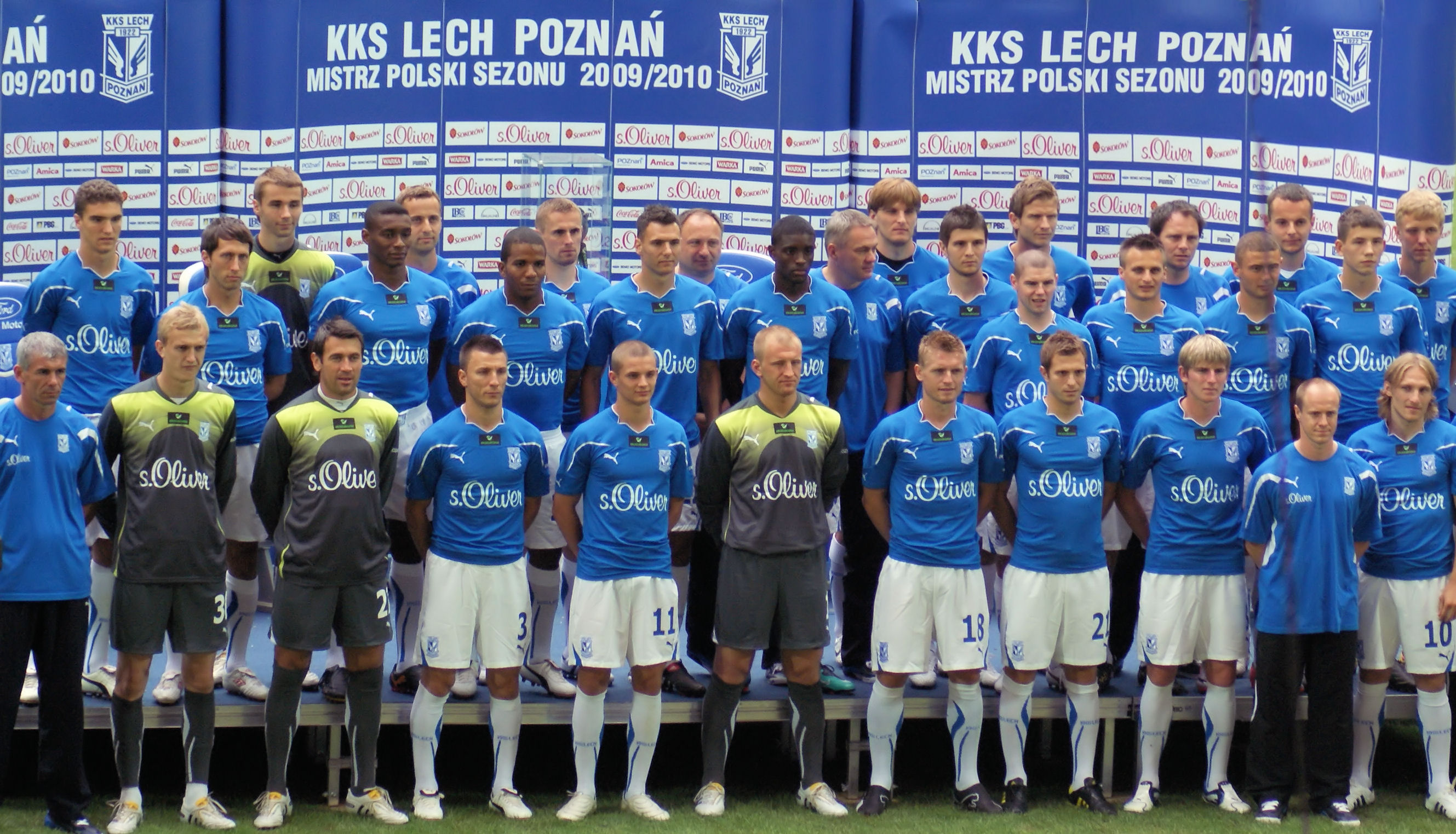
레흐 포즈난 선수단

## 선수단

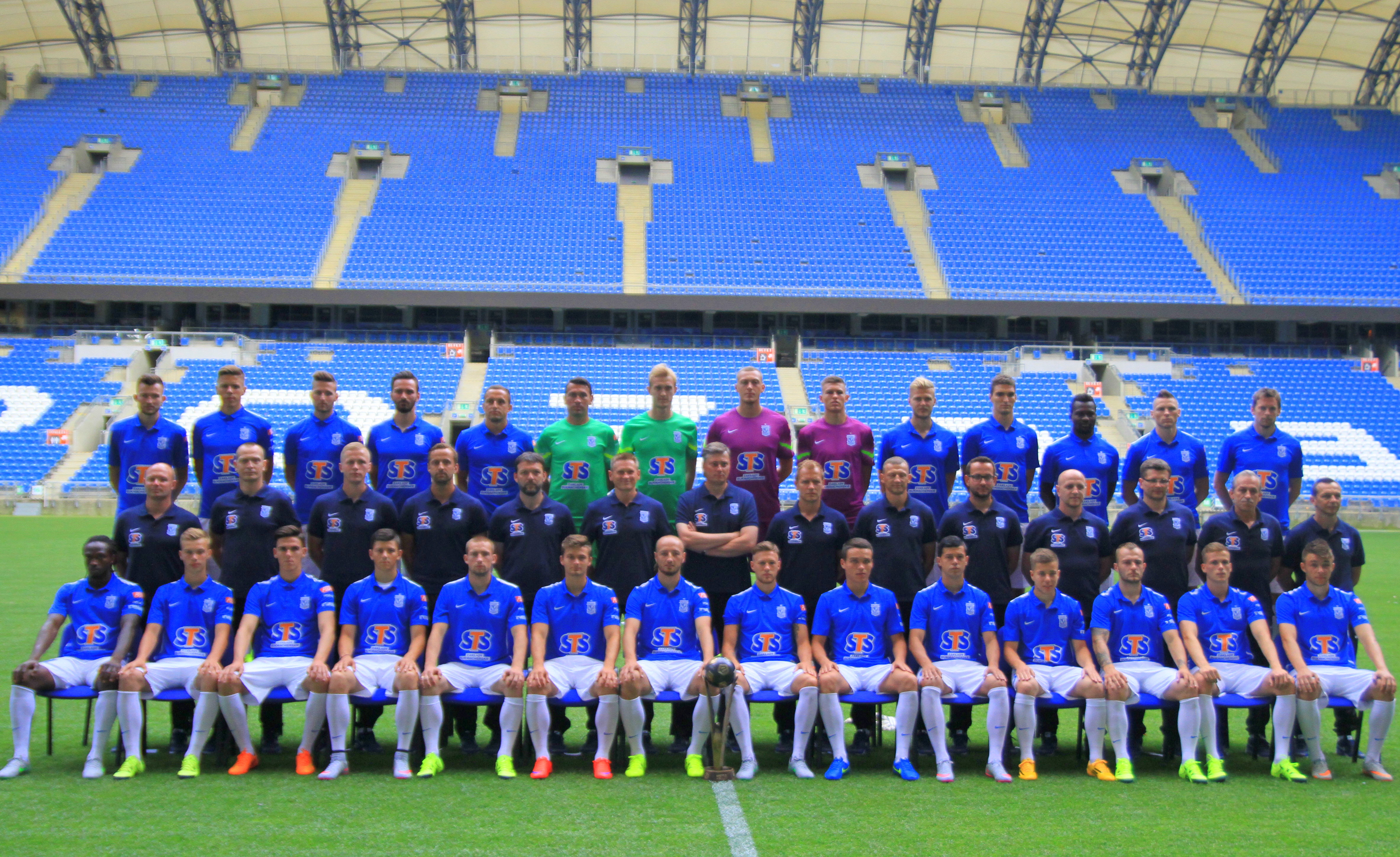
레흐 포즈난 2015

### 현재 소속 선수
2025년 2월 27일 기준
- 현재 소속 선수

참고: FIFA 자격 규정에 따라 소속된 국가대표팀 국기를 표시합니다. 선수는 복수의 FIFA 비회원국 국적을 가지고 있을 수 있습니다.
| 번호 | 포지션 | 국적       | 이름              |
| ---- | ------ | ---------- | ----------------- |
| 9    | FW     |            | 미카엘 이샤크     |
| 16   | DF     | 크로아티아 | 안토니오 밀리치   |
| 23   | MF     | 아이슬란드 | 기슬리 토르다르손 |
| 25   | DF     |            | 필립 다게르스탈   |
| 29   | DF     |            | 라스무스 칼스텐센 |

| 번호 | 포지션 | 국적 | 이름            |
| ---- | ------ | ---- | --------------- |
| 77   | FW     |      | 마리오 곤살레스 |

## 역대 감독
| 감독                  | 임기        |
| --------------------- | ----------- |
| 체스와프 미흐니에비치 | 2003 ~ 2006 |
| 프란치셰크 스무다     | 2006 ~ 2009 |
| 아담 나바우카         | 2018 ~ 2019 |
| 닐스 프레데릭센       |             |

## 같이 보기
- UEFA 챔피언스리그
- UEFA 유로파리그